# Боксери иду у рај
Боксери иду у рај је југословенски филм из 1967. године. Режирао га је Бранко Человић, а сценарио су писали Бранко Человић и Слободан Марковић.

## Радња
Трагикомична прича о бившем боксерском шампиону, непобеђеном у рингу, али побеђеног алкохолом.

## Улоге
| Глумац                | Улога                          |
| --------------------- | ------------------------------ |
| Мија Алексић          | Милорад Раковић „Мике“         |
| Љубиша Самарџић       | Реум                           |
| Ружица Сокић          | Свастика                       |
| Иван Бекјарев         | Тома Грковић                   |
| Ђорђе Пура            | Обућар Јова                    |
| Светолик Никачевић    | Говорник                       |
| Бранислав Јеринић     | Молер Аца                      |
| Данило Бата Стојковић | Професор                       |
| Павле Вуисић          | Свети Петар                    |
| Марија Бакса          | Ева                            |
| Слободан Ђурић        | Харим                          |
| Ташко Начић           | Болничар                       |
| Душан Почек           | Доктор                         |
| Ранко Ковачевић       | Погребник који је дошао по леш |
| Љубо Шкиљевић         | Носач                          |
| Душан Вујисић         | Шумар                          |
| Миливоје Крстић       | Мајор                          |
| Снежана Михајловић    | Медицинска сестра Љиља         |
| Милутин Мирковић      | Домар у боксерском клубу       |
| Петар Обрадовић       | Гробар 1                       |
| Ранко Брадић          | Гробар 2                       |
| Војислав Павловић     | Гаврило, бармен на небу        |

### Боксери
- Александар Станковић
- Душко Богдановић